# Clonaria werneri
Clonaria werneri är en insektsart som först beskrevs av Viktor von Ebner-Rofenstein 1934.  Clonaria werneri ingår i släktet Clonaria och familjen Diapheromeridae. Inga underarter finns listade i Catalogue of Life.